# Silene caudata
Silene caudata är en nejlikväxtart som beskrevs av Ovczinn. Silene caudata ingår i släktet glimmar, och familjen nejlikväxter. Inga underarter finns listade i Catalogue of Life.